# Adam Marcus
Adam Wade Marcus (agosto de 1979) é um matemático estadunidense. É professor assistente na Universidade de Princeton. Juntamente com Daniel Spielman e Nikhil Srivastava recebeu o Prêmio George Pólya de 2014.

## Formação e carreira
Estudou na Universidade Washington em St. Louis. Obteve um doutorado em 2008 sob a orientação de Prasad Tetali no Instituto de Tecnologia da Geórgia. Foi depois durante quatro anosGibbs Assistant Professor in Applied Mathematics na Universidade Yale.
Foi palestrante convidado do Congresso Internacional de Matemáticos em Seul (2014: Ramanujan graphs and the solution of the Kadison-Singer problem).

## Publicações
- Marcus, A.; Tardos, G. (2004), «Excluded permutation matrices and the Stanley–Wilf conjecture», Journal of Combinatorial Theory, Series A, 107 (1): 153–160, doi:10.1016/j.jcta.2004.04.002.
- Marcus, A. W.; Spielman, D. A.; Srivastava, N. (17 Jun 2013). «Interlacing Families II: Mixed characteristic polynomials and the Kadison–Singer problem». arXiv:1306.3969